# Stefano Fiore
Stefano Fiore (Cosenza, 17 de Abril de 1975), é um ex-futebolista italiano.
Era meio-campista e jogou por grandes equipes como Valencia e Fiorentina e encerrou a carreira no modesto AC Mantova, da segunda divisão do Campeonato Italiano.
Disputou as euros de 2000 e de 2004 pela Seleção Italiana.

## Títulos
Parma:
- Taça UEFA: 1994–95 , 1998–99
- Copa da Itália:  1998–99

Lazio:
- Copa da Itália: 2003–04

Udinese:
- Taça Intertoto da UEFA: 2000

Valencia:
- Supercopa da UEFA: 2004

Individuais
Artilheiro da Copa da Itália: 2003-04 (6 gols)